# ملتم إركان
ملتم أريكان (بالتركية: Meltem Arıkan) (ولدت في 7 يناير عام 1968 في مدينة أنقرة) روائية وكاتبة تركية حيث أنها كتبت في مجال المسرح، والبحث و، القصة والرواية.

## السيرة الذاتية
ولدت ملتم إركان ونشأت في مدينة أنقرة. وخلال أعوام 1992 – 1995 نشرت ملتم إركان قصصاً ومقالات في العديد من المجلات الأدبية المختلفة. وقد نشرت ملتم إركان أول رواية لها بعنوان " و.... أو..... ربما.... " وذلك في عام 1999. وتعقبه كتاب " نعم...... لكن..... كأن...... " حيث أنها نشرته في عام 2000 ثم في عام 2002 نشرت ملتم إركان كتاباً بعنوان " إذا تعرى جسد المرأة ". وقد حُظرت ملتم إركان وذلك من خلال تقريراً من مؤسسة الحماية من النشر الضار لصغار رئاسة الوزراء وذلك وفقاً لشكوى جنائية من المدعي العام للجمهورية بإسطنبول من خلال توجيه تهمة بمحاولة هدم بنية الأسرة التركية من خلال النهج النسوي وأيضاً الكتابة من خلال استخدام أسماء تركية دنيئة وغاشية للمحارم في تركيا مثل رواية الكاتبة الرابعة " كفى فلا تؤذوا المحتال ". إلا أنها قد أطُلق سراحها من خلال قراراً بمحكمة القصاص والوئام الأولى وذلك في نهاية هذه القضية القانونية التي تٌقدر بشهرين. وفي نهاية هذه القضية قد مُنحت جائزة حرية الرأي والتعبير لعام 2004 في اتحاد الناشرين التركيين لملتم إركان. ونشرت ملتم إركان الرواية الخامسة بعنوان " لا وجود لكم في ذلك الحين " وذلك في عام 2005 ثم نشرت رواية " الأمل ما هو إلا لعنة " وذلك في عام 2006. وبعد هذه الروايات الست، كتبت ملتم إركان قصة بعنوان " لقد خُيب أملي ". وقد حازت ملتم إركان على جائزة أفضل مسرحية نموذجية " في جوائز مسرح ليونز الثامن في عام 2007 وذلك عن المسرحية التي مُثل العرض الأول بها في مسرح زيوريخ في أغسطس عام 2007 وقد مثلت مؤسسة الفن الفعالة في إسطنبول فصلين بها. وقد نشرت ملتم إركان في عام 2008 كتاب بحث بعنوان " يعرف الجسد ". وفي عام 2009 قامت ملتم إركان بتأليف مسرحية بعنوان " النظير المثيل " حيث قام بتمثيلها عشر أشخاص في إطار أنشطة عاصمة الثقافة الأوروبية لعام 2009 بلينز. ونشرت ملتم إركان في يونيو عام 2009 أخر رواية لها بعنوان " لقد هزني شوقك ".

## الروايات
- عام 1999 – و...... أو......ربما....... ص 210، الطبعة الثالثة عام 2005، ISBN 975-289-084-9
- عام 2000 – نعم....... لكن...... كأن...... ص 209، الطبعة الثالثة عام 2004، ISBN 975-289-097-0
- عام 2002 – إذا عٌري جسد المرأة، ص 328، الطبعة الخامسة عام 2005، ISBN 975-289-007-5
- عام 2003 – كفى ولا تؤذوا المحتال، ص 327، الطبعة السادسة عام 2007، ISBN 975-289-108-X
- عام 2005 – لا وجود لكم في ذلك الحين، ص 278، الطبعة الرابعة عام 2005، ISBN 975-289-206-0
- عام 2006 – الأمل ما هو إلا لعنة، ص 263، الطبعة الثانية عام 2006، ISBN 975-289-364-3
- عام 2009 – لقد هزني شوقك، ص 190، ISBN 978-605-111-228-0

## كتبالبحث
- عام 2008 – يعرف الجسد، ص 139، الطبعة الثالثة عام 2008 ، ISBN 978-9944-2-9822-3

## المسرحيات
- عام 2007 – مسرحية أنام محطمة (النص، ملتم إركان)
- عام 2009 – النظير المثيل (إخراج، ملتم إركان)
- عام 2012 – هل قاصر

## مقالاتالعمود
- عام 2007 – مقالات العمود الشهرية في مجلة كازيتا

## الجوائز التي أحرزتها
- عام 2007 – جائزة المسرحية الجديدة النموذجية بجوائز مسرح ليونز الثامن لعام 2007 (عن مسرحية أنا محطمة)
- عام 2004 – جائزة حرية الرأي والتعبير بإتحاد الناشرين التركيين لعام 2004 (عن رواية كفى ولا تؤذوا المحتال)
- عام 2003 - جائزة أفضل كاتبة بمجلة طلب بجامعة نيغدة لعام 2003 (عن رواية إذا عٌري جسد المرأة)

## وصلات خارجية
- ملتم إركان على موقع ميوزك برينز (الإنجليزية)

•	لا ترتدوا الملابس التي قطعها الرجال، صحيفة كازيتا، مار س عام2010[وصلة مكسورة]
•	لا يمكن المرء بأن ينظر إلى نفسه عارياً، صحيفة الحرية، سبتمبر عام2009
•	الآذى عندما تتألم، صحيفة راديكال، يوليو عام 2009
•	كتبت في رواية «سبح مع الدلافين الوحشية»، صحيفة الصباح، يوليو عام 2009
•	لا غنى للنساء الحياة بمشاعر إثمية، صحيفة المساء، يوليو عام 2009
•	لقد هزني شوقك، صحيفة الأخبار التركية، يونيو عام 2009
•	شاكيرا تركيا والورك المقدس، صحيفة ميليت، أبريل عام 2008
•	أنت وحيداً ومقدس، صحيفة راديكال، مارس عام 2008
•	لماذا هناك حلمات للرجال؟ صحيفة الصباح، مارس، عام 2008
•	عارضت ملتم إركان الثقافة التي يهيمن عليها الذكور: يجب أن يكون هناك طريقة أخرى للحياة، صحيفة اليوم الواحد، مارس عام 2008[وصلة مكسورة]
•	يستحيل التسلسل الهرمي للعنف، صحيفة راديكال، أكتوبر عام 2007
•	شاهد هذه المسرحية أو إغضب، أو إبكي أو أصمد، صحيفة الصباح، نوفمبر عام 2007
•	يجب أن نصون أجسادنا، تدهور المسرحية، صحيفة بيانت، نوفمبر عام 2007
•	لقد تدهورت كل المسرحيات التآمرية للمرأة، صحيفة راديكال، سبتمبر عام 2007
•	يبدأ كل شئ بالرفض، صحيفة راديكال، يناير عام 2007
•	أمل إنانا أو لعنته، صحيفة ميليت، يناير عام 2007
•	الانتهاك من خلال الاعتداء على الطفل، صحيفة الحرية، يناير عام 2007
•	ينبغي التطهر من الخوف، المرأة، صحيفة راديكال، مايو عام 2005
•	ماذا ولماذا في إي محطة، صحيفة بيانت، مايو عام 2005
•	الاحتجاج الضار على مشروع القانون، صحيفة راديكال، أبريل عام 2004
•	يكتب من أجل إزعاج قرائه، صحيفة بيانت، أبريل عام 2004
•	العمل حر، والكتاب محرمة، أليس كذلك؟ صحيفة بيانت، مارس عام 2004
•	المشهود حقيقة وقرائته محظورة، صحيفة ميليت، مارس عام 2004
•	الكاتب الذي يروي عن سيدة في عالم الرجال، صحيفة بيانت، مارس عام 2004
•	لقد صُدِر كتاب إركان، صحيفة راديكال، فبراير عام 2004
•	هناك حملة لكن لمن؟، صحيفة المساء، فبراير عام 2004[وصلة مكسورة]
•	كيف توجد النساء؟، صحيفة راديكال، نوفمبر عام 2003
•	التعري في الكباريه، ميليت، يوليو عام 2002